# Matthijs van Heijningen jr.
Matthijs van Heijningen jr. (Amsterdam, 26 juli 1965) is een Nederlands filmregisseur, -producent en -scenarioschrijver. Hij is de zoon van filmproducent Matthijs van Heijningen.
Van Heijningen junior is succesvol als regisseur van reclamefilmpjes. In 1996 maakte Van Heijningen de korte thriller Red Rain, een eerbetoon aan Hitchcocks Psycho, met Kim van Kooten in de hoofdrol. De eerste lange speelfilm die hij als regisseur maakte, was The Thing uit 2011. Hij is mede-oprichter van IJswater Films.

## Filmografie
- 1991: Saudade, camera[3]
- 1992: Rose, Violet and Lilly, producent
- 1993:  Real Life, Real Drama, regie, scenario
- 1993: Een meisje uit duizenden, producent
- 1994: Zap, producent
- 1994: Witness, producent
- 1994: Nachtrust, regie, scenario
- 1995: I Wanna Be a Hippy (videoclip), regie
- 1996: Red Rain, regie, scenario, montage
- 2011: The Thing, regie
- 2020: De Slag om de Schelde, regie[4]

- Bibsys: 1533887369211
- Biblioteca Nacional de España: XX5217347
- Bibliothèque nationale de France: cb14105560b (data)
- Gemeinsame Normdatei: 127041576X
- International Standard Name Identifier: 0000 0003 6732 0853
- Library of Congress Control Number: no2012012664
- Nationale Bibliotheek van Tsjechië: xx0154557
- Nederlandse Thesaurus van Auteursnamen: 340941812
- Virtual International Authority File: 232255377
- WorldCat: E39PBJyH3bVDTpP3HmRfWwWRrq